# オルトメタル化
オルトメタル化（オルトメタルか、Directed ortho metalation、略称:DoM）とは、アリールリチウム中間体を経て求電子剤が指向性メタル化基（direct metalation group、以下DMG基と略する）のオルト位に選択的に置換する、芳香族求電子置換反応のことである。DMG基は通常ヘテロ原子を含んでおり、リチウムとヘテロ原子の相互作用がオルト配向性の要因となる。DMG基としては、メトキシ基、第三級アミノ基、やアミドなどが用いられる。

## 概要
一般的な原理を下の式に示す。まず、DMG基を導入した芳香族化合物1は、凝集体となっているn-ブチルリチウムのようなアルキルリチウム（(R-Li)n)と示される）と相互作用して、中間体2となる。この際DMG基はルイス塩基、リチウムはルイス酸として働く。強い塩基性を持つアルキルリチウムは最も近い位置にあるオルト位のプロトンを引き抜き、アリールリチウム中間体である3を得る。なおこの際、酸塩基相互作用は維持されている。ここで求電子剤を加えると、求電子置換反応が起き、イプソ位に導入されると同時に、リチウムイオンが脱離する。
一般的な活性化基が導入された求電子置換反応では、オルト位とパラ位に同時に求電子剤が置換されるのに対して、当反応を用いると位置選択的にオルト位のみに置換することができる。
当反応は、1940年頃にゲオルク・ウィッティヒとヘンリー・ギルマンによって別々に発見された。

## 利用
オルトメタル化は伝統的にベンジルアミンや第三級アニリンに対して応用される。また当反応は下の図に示したように、エナンチオピュアなベンジルアミン類の合成にも応用できる。この反応では、tert-ブチルフェニルスルホキシドのオルトリチオ化が起こる。芳香族リチウム中間体が求電子剤であるイミンに接近する際、イミンに導入された嵩高いトシル基が不斉誘導の要因となる。
他の応用として、嵩高いtert-ブチル基をオルト位に選択的に導入する反応にも利用できる。（下図参照）リチオ化の段階は芳香族求核置換反応であり、続く芳香族求電子置換反応により、スルホキシドを得る。最後の段階では、求核剤としてtert-ブチルリチウムを加えて再度芳香族求核置換反応をして、アニオン中間体が生成している。
また、オルトメタル化は鈴木・宮浦カップリングと組み合わせたワンポット合成にも応用できる。

### チオフェノール誘導体
オルトメタル化は、チオフェノール類から立体障害の大きい配位子を合成する反応にも応用されている。

## 関連する反応
メタル化は、必ずしもリチウム中間体を経由する、あるいはオルト配向性であるとは限らない。下式に示したように、N,N-ジメチルアニリンにTMEDA、TMPのナトリウム塩、ジ-tert-ブチル亜鉛を加えることでメタ位がジンケート化した錯体であり、安定な結晶である中間体2を得る。この錯体に求電子剤であるヨウ素を加えると、N,N-ジメチルアミノ-3-ヨードアニリンが生成する 。つまり、この反応においてはDMG基に対してメタ位に優先的に求電子剤が置換することになる。